# 紅沿河原子力発電所
紅沿河原子力発電所(中国語: 红沿河核电站)は中華人民共和国遼寧省大連市瓦房店市紅沿河鎮にある原子力発電所。副省級市である大連市にあるが、市街部からは104km北に位置する。
建設される原子炉はすべてCPR-1000であるが、5号機と6号機は発展型のACPR-1000になっている。1号機は2013年6月に商業運転を開始した。
フェーズIは4基のCPR-1000原子炉（大亜湾原子力発電所にあるフラマトム設計の加圧水型原子炉をもとに中国が開発）からなる。
フェーズIIはACPR1000原子炉の最初に建設された2基であり、これはCPR-1000をさらに改良したものである。この原子炉にはコアキャッチャーと二重封じ込めによる追加の安全対策が導入されることになっている。

## 経緯
計画は2006年4月の中華人民共和国国家発展改革委員会で承認され、最初の2機を230億人民元で調達することが計画された。費用は中国電力投資集団公司、中国広核集団と2社の遼寧の会社で共有される。合弁企業である遼寧紅沿河核電有限公司が建設を指揮し、発電所の稼働後は運営者となる。運営者は中国電力投資集団公司（現在の国家電力投資集団公司）、中国広核集団および大連建設投資集団の45対45対10の合弁企業である。
建設は2006年の夏に始まり、原子炉を設置するための2個の穴の掘削が始められた。1号機のコンクリート打設は2007年8月に始まった。フェーズIIの原子炉の建設作業開始の鍬入れは2010年7月28日に行われた。
臨界テストが2013年1月16日から行われ、2013年2月17日に1号機で発電が開始され送電網に接続された。正式な商業運転は6月6日に始まった。
2013年11月23日に2号機が送電網接続された。
4号機は2016年3月5日に初臨界を達成し、2016年4月1日に送電網接続され、2016年9月20日に商業運転を開始した。
紅沿河原子力発電所は2022年6月24日に全稼働し、総設備容量は6,710 MWとなった。

## 原子炉
紅沿河原子力発電所は稼働中の6基の原子炉からなる。
| 原子炉     | 原子炉型式     | ネット電気出力 | グロス電気出力 | 熱出力  | 建設開始      | 初臨界         | 送電網接続     | 運転開始       | 注記                        |
| ---------- | -------------- | -------------- | -------------- | ------- | ------------- | -------------- | -------------- | -------------- | --------------------------- |
| フェーズI  |                |                |                |         |               |                |                |                |                             |
| 1号機      | PWR / CPR-1000 | 1061 MW        | 1119 MW        | 2905 MW | 2007年7月18日 | 2013年1月16日  | 2013年2-17     | 2013-6-6       | [ 13 ]                      |
| 2号機      | PWR / CPR-1000 | 1061 MW        | 1119 MW        | 2905 MW | 2008-3-28     | 2013-10-24     | 2013-11-23     | 2014-5-13      | [ 14 ]                      |
| 3号機      | PWR / CPR-1000 | 1061 MW        | 1119 MW        | 2905 MW | 2009-3-7      | 2014-10-27     | 2015-3-23      | 2015-8-16      | [ 15 ] [ 16 ]               |
| 4号機      | PWR / CPR-1000 | 1061 MW        | 1119 MW        | 2905 MW | 2009-8-15     | 2016-3-5       | 2016-4-1       | 2016-6-8       | [ 11 ] [ 17 ]               |
| フェーズII |                |                |                |         |               |                |                |                |                             |
| 5号機      | PWR / ACPR1000 | 1061 MW        | 1119 MW        | 2905 MW | 2015年3月29日 | 2021年06月13日 | 2021年06月25日 | 2021年7月31日  | [ 18 ] [ 19 ] [ 20 ] [ 21 ] |
| 6号機      | PWR / ACPR1000 | 1061 MW        | 1119 MW        | 2905 MW | 2015年6月24日 | 2022年04月21日 | 2022年05月02日 | 2022年06月23日 | [ 22 ] [ 20 ] [ 23 ]        |

## 註
1. 1 2  
“Hongyanhe 1 enters commercial operation”. World Nuclear News.  世界原子力協会 (2013年6月7日). 2013年6月16日閲覧。
2. ↑  “Construction gets under way at Chinese sites”. World Nuclear News (World Nuclear Association (WNA)). (2008年11月24日).  オリジナルの2012年1月25日時点におけるアーカイブ。 2010年1月11日閲覧。
3. ↑  “Yangjiang 1 commercial operation makes site China's sixth working NPP”. Nuclear Engineering International. (2014年3月28日) 2014年3月29日閲覧。
4. ↑  Yun Zhou (2013年7月31日). “China: The next few years are crucial for nuclear industry growth”. Ux Consulting (Nuclear Engineering International) 2013年8月8日閲覧。
5. ↑   Global Offering. CGN Power. (27 November 2014). pp. 106–107 2018年7月1日閲覧。
6. ↑  “Construction Starts on Hongyanhe Nuclear Power Plant”. 新華社. (2006年7月1日) 2010年2月8日閲覧。
7. ↑  “Work on Phase II of Hongyanhe plant begins”. World Nuclear News.  世界原子力協会 (2010年7月29日). 2013年1月22日閲覧。
8. ↑  “China's Hongyanhe nuclear plant starts operation”. Nuclear Engineering International. (2013年2月18日) 2013年2月18日閲覧。
9. ↑  “中国遼寧省の紅沿河原発が発電開始、福島事故後初めて”.  ロイター (2013年2月18日). 2013年6月28日閲覧。
10. ↑  “New Chinese nuclear grid connection”. World Nuclear News. (2013年11月26日) 2013年12月1日閲覧。
11. 1 2  “Fourth Hongyanhe unit enters commercial operation”. World Nuclear News. (2016年9月20日) 2016年9月20日閲覧。
12. ↑  “NE China nuclear power plant fully operational”. 2023年8月19日閲覧。
13. ↑  “Hongyanhe 1”. Power Reactor Information System (PRIS).  International Atomic Energy Agency (IAEA) (2013年1月21日). 2013年1月22日閲覧。
14. ↑  “Hongyanhe 2”. PRIS.   IAEA (2015年3月30日). 2015年3月30日閲覧。
15. ↑  “Orders for Chinese program”. World Nuclear News (WNA). (2009年7月2日).  オリジナルの2012年3月4日時点におけるアーカイブ。 2009年11月13日閲覧。
16. ↑  “Hongyanhe 3”. PRIS.   IAEA (2015年3月30日). 2015年3月30日閲覧。
17. ↑  “Hongyanhe 4”. PRIS.   IAEA (2016年9月19日). 2016年9月20日閲覧。
18. ↑  “Construction starts on Hongyanhe 5”. World Nuclear News. (2015年3月30日) 2015年3月30日閲覧。
19. ↑  “Hongyanhe 5”. PRIS.   IAEA (2015年4月22日). 2015年4月22日閲覧。
20. 1 2  “Hongyanhe 5 enters commissioning phase”. World Nuclear News. (2020年11月13日)
21. ↑  “Fifth Hongyanhe unit connected to the grid”.   World Nuclear News (2021年6月25日). 2021年6月29日閲覧。
22. ↑  “Work starts on sixth Hongyanhe unit”. World Nuclear News. (2015年7月24日) 2015年7月24日閲覧。
23. ↑  “Hongyanhe 6”. PRIS.   IAEA. 2023年8月19日閲覧。